# Marko Kešelj
Marko Kešelj (in serbo Марко Кешељ?; Belgrado, 2 febbraio 1988) è un ex cestista serbo.

## Carriera
Con la Serbia ha disputato i Campionati mondiali del 2010 e i Campionati europei del 2011.

## Palmarès
- Campionato greco: 1

Olympiakos: 2011-12
- Campionato belga: 1

Ostenda: 2016-17
- Campionato serbo: 2

Stella Rossa Belgrado: 2017-18, 2018-19
- Coppa di Grecia: 1

Olympiakos: 2010-11
- Coppa del Belgio: 1

Ostenda: 2017
- FIBA EuroCup: 1

Girona: 2006-07
- Eurolega: 1

Olympiakos: 2011-12
- Lega Adriatica: 1

Stella Rossa Belgrado: 2018-19
- Supercoppa di Lega Adriatica: 1

Stella Rossa Belgrado: 2018